# 莊文進
莊文進（?—?），福建泉州府晉江縣籍，臺灣鳳山縣人。清朝官員。

## 生平
乾隆二十一年（1756年）以臺灣府鳳山縣籍考取舉人，乾隆三十一年（1766年）考取丙戌科第三甲進士，隨即回歸籍貫泉州府，故不被視為真正的臺灣進士。後任福寧府教授。
在之前臺灣已有陳夢球、王克捷考取進士，然而陳夢球屬於旗人，籍貫為福建泉州府同安縣人，以漢軍正白旗籍中舉，故有一說稱王克捷為「開臺進士」，莊文進為「開鳳進士」，但王克捷為福建省泉州府晉江縣籍，移居臺灣寄籍諸羅縣，莊文進以臺灣鳳山縣籍登科後，又回歸籍貫晉江縣，王、莊都有冒籍和寄籍之嫌，因此「開臺進士」之說依然是以後來的臺灣竹塹人鄭用錫為主。